# Česim (Republika Serbska)
Česim (cyr. Чесим) – wieś w Bośni i Hercegowinie, w Republice Serbskiej, w gminie Nevesinje. W 2013 roku liczyła 5 mieszkańców.